# Revúca
 Ovo je glavno značenje pojma Revúca. Za istoimeni okrug pogledajte Okrug Revúca.
Revúca (mađ. Nagyrőce, njem. Groß-Rauschenbach), grad je u Banskobistričkom kraju u središnjoj Slovačkoj. Upravno je središte okruga Revúca.

## Povijest
Prvi pisani spomen grada je iz 1357. Tijekom druge polovine 19. stoljeća Revúca je postala središte Slovačkog narodnog preporoda. Prva gimnazija na slovačkome jeziku osnovana je 1862., ali ubrzo 1874. bila je zatvorena od strane mađarskih vlasti. Originalna zgrada gimnazije i nova zgrada su nacionalni kulturni spomenici. Tijekom kratkog postojanja gimnazije ona je privukla mnoge slovačke prosvjetitelje.

## Stanovništvo
| Godina:     | 1993.  | 2003.   | 2013.   | 2023.    |
| ----------- | ------ | ------- | ------- | -------- |
| Broj ljudi: | 14 360 | 13 273  | 12 696  | 10 958   |
| Razlika:    |        | -7,56 % | -4,34 % | -13,68 % |

| Godina:     | 2022.  | 2023.   |
| ----------- | ------ | ------- |
| Broj ljudi: | 11 109 | 10 958  |
| Razlika:    |        | -1,35 % |

Grad je 2005. godine imao 13.098 stanovnika.

## Etnički sastav
- Slovaka – 92,12 %,
- Roma – 4,14 %,
- Mađara – 2,16 %,
- Čeha – 0,56 %,
- Ukrajinaca – 0,49 %,
- Nijemaca – 0,05 %[6]

## Religija
- rimokatolici – 39,43 %,
- ateisti – 34,46 %,
- protestanti – 19,77 %,
- grkokatolici – 1,20 %,
- pravoslavci – 0,67 %[6]

## Gradovi prijatelji
- Kazincbarcika, Mađarska
- Litovel, Češka

## Vanjske poveznice
- Službena stranica grada (sl.)

### Ostali projekti
|  | Zajednički poslužitelj ima još gradiva o temi Revúca |